# Michaił Łunin

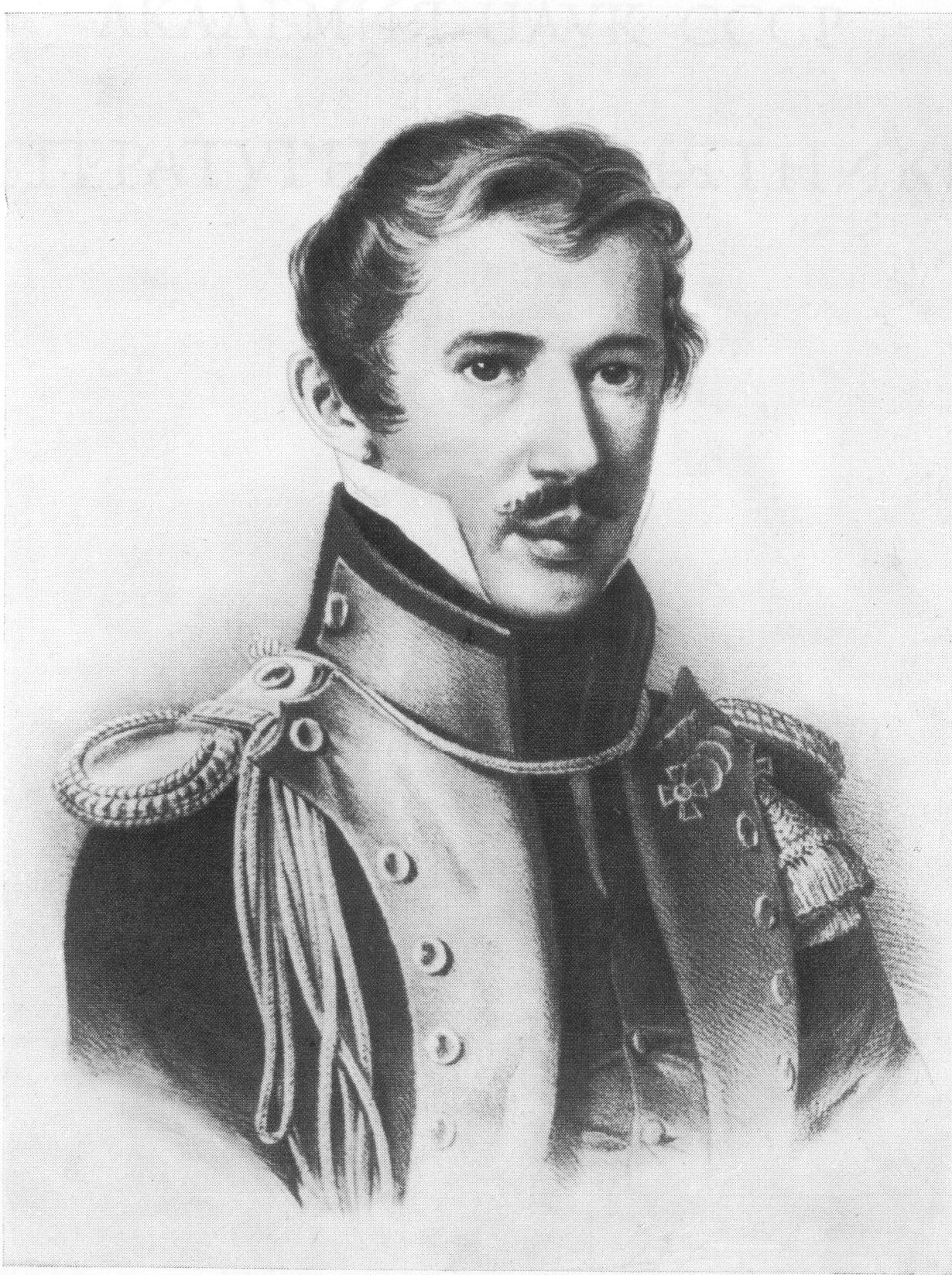
Michaił Łunin (1822)

Michaił Sergiejewicz Łunin (ros. Михаи́л Серге́евич Лу́нин, ur. 18 grudnia?/29 grudnia 1787 w Sankt Petersburgu, zm. 3 grudnia?/15 grudnia 1845 w Akatujskiem więzieniu katorżniczym w pobliżu miasta Czyta na dalekiej Syberii) – Dekabrysta, podpułkownik Gwardii Imperium Rosyjskiego (rus. Гвардия Российской Империи), działacz Towarzystwa Północnego, tajnej organizacji dekabrystów (rus. Северное общество).

## Życiorys
Michaił Sergiejewicz Łunin urodził się w rodzinie bogatego właściciela ziemskiego, mającego we władaniu 1200 „dusz”, Sergeja Michajłowicza Łunina. Odebrał doskonałe wykształcenie, władał językiem francuskim, angielskim, polskim, łaciną i greką. Służył w kawalerii.
Brał udział kilku historycznych bitwach, w tym w bitwie pod Austerlitz, gdzie odznaczył się wyjątkową odwagą. W 1815 roku Łunin odszedł ze służby państwowej, wyjechał z Rosji i rok mieszkał w Paryżu, gdzie żył z udzielania korepetycji i pracując jako adwokat. Także w Paryżu poznał Henriego de Saint-Simon i przeszedł na katolicyzm.
W 1817 po śmierci ojca odziedziczył sporą fortunę, w związku z czym wrócił do Rosji. W Petersburgu przystąpił do Sojuszu ratunku (rus.: Союз спасения), następnie był jednym z założycieli Sojuszu dobroczynności (rus.: Союз благоденствия), a po zakończeniu jego działalności do stowarzyszenia Towarzystwa Północnego.
W 1822 roku Łunin wrócił do armii, do pułku kawaleryjskiego. Był adiutantem Wielkiego Księcia Konstantego Pawłowicza Romanowa, namiestnika Królestwa Polskiego i głównodowodzącym Warszawskiego okręgu wojskowego.

Herb Łuninów („Ostoja”)

Po roku 1822 Łunin zaprzestał działalności w tajnych stowarzyszeniach, choć nadal uważał, że zmiany polityczne w Rosji są koniecznością (na przykład nadanie wolności chłopom). Nie akceptował jednak metod działania tajnych stowarzyszeń.
W powstaniu dekabrystów, które miało miejsce 14 grudnia 1825 roku w Sankt Petersburgu nie brał udziału, ponieważ znajdował się w tym czasie w Polsce. Mimo to, na fali represji po powstaniu został w 1826 roku aresztowany i osądzony za plany zabicia cara z 1816 roku. Zesłany na katorgę Akatujskiego więzienia katorżniczego, gdzie zmarł 3 (15) grudnia 1845 roku.

## Adresy zamieszkania w Petersburgu
- 1814–1815 – Izmaiłowski prospekt 76 (rus.: Измайловский проспект).
- 1815–1816 – Dom Dubieckoj, ulica Targowaja 14 (rus.: дом Дубецкой – Торговая улица).
- 1817–1822 – Izmaiłowski prospekt 76 (rus.: Измайловский проспект).